# OoVoo
ooVoo es un programa de mensajería y chat desarrollado por ooVoo LLC para las plataformas Microsoft Windows, Mac OS X, Android y iOS. Fue publicado en el año 2007 teniendo un parecido similar a Skype y al Facetime de Apple. Las llamadas pueden grabarse en tiempo real, tiene soporte para doce personas en el chat. ooVoo LLC proporciona al usuario datos sobre la latencia y rendimiento que tiene el programa.

## Características
La aplicación permite comunicarse a los usuarios registrados a través de mensajería instantánea de voz y vídeo chat. Además permite conferencias de vídeo en alta calidad y llamadas de audio a doce lugares (vídeo y audio) diferentes, y el intercambio de escritorio y PC o Mac a las llamadas telefónicas a teléfonos fijos y móviles por una tarifa.
- Videollamadas(gratis): vídeo chat con seis personas incluido tú.
- VideoConferencia(pago): permite comenzar una videoconferencia entre doce personas en una llamada, además de añadir 6 personas más.
- Videochat por website (gratis): permite al creador de una web invitar o no a distintas personas a una conversación en redes sociales, mensajerías etc..
- Mensajería de vídeo (gratis/pago): mensajes de vídeo de hasta un minuto con cuenta free hasta cinco minutos con cuenta premium, puede ser grabado y enviado a otro usuario por correo electrónico.
- Mensajería instantánea (gratis): compatibilidad con sus cliente de mensajería en el chat de texto como en vídeo.
- Llamadas telefónicas (pago): se permite llamadas telefónicas a fijos y móviles a más de 50 países del todo mundo.
- Desktop (pago): permite a los usuarios compartir las pantallas del escritorio durante las videollamadas.
- Intercambio de archivos (gratis): Enviar de forma rápida y segura archivos de gran tamaño (25 mb).
- Grabación videollamadas (gratis): Almacenamiento o compartir videollamadas de diferentes fechas.

## Historia
Oovoo fue fundada en el 2006 por el empresario Clayton L. Mathile, en junio de 2007 se liberó para pc permitiendo los videoschat en alta calidad. En 2008 se introdujo la grabación de llamadas, ese mismo año en mayo se liberó una versión para mac. En 2009 se liberó el video website basado en la salas de chat y vídeo. Durante ese mismo año se lanzaron dos versiones más
En junio de 2011 se liberó para iOS. Haciendo hasta la fecha tenga más de 35 millones de usuarios. Su desarrollo fue descontinuado.

## Premios
OoVoo ganó en 2007 en la feria de digital el premio (pc's magazine) como software innovador.
En marzo de 2008 ganó el webware 100 de comunicación